# 畠山七人衆
畠山七人衆（はたけやましちにんしゅう）は、戦国時代において能登畠山氏（七尾畠山氏）を事実上支配した政治組織及び、それを務めた7人の畠山家の重臣を指す。温井総貞と遊佐続光によって主導された。

## 概要
能登畠山氏では、畠山義続が当主だった天文20年（1551年）以降、重臣7人の主導で領国統治が行われる体制となり、義続は傀儡化したといわれる。その重臣7人は『天文日記』に度々記される能登畠山氏の「七人衆」と同一と考えられ、「畠山七人衆」と呼ばれている。その構成は以下の通りである。
第1次畠山七人衆（1552年 - 1553年）
- 伊丹続堅
- 長続連
- 温井総貞
- 平総知
- 三宅総広
- 遊佐宗円
- 遊佐続光

第2次畠山七人衆（1553年 - 1555年）
- 飯川光誠
- 神保総誠
- 長続連
- 温井続宗（総貞の子）
- 三宅総広
- 三宅総堅
- 遊佐宗円

### 七頭の乱と七人衆の成立
天文14年（1545年）、30年間にわたって領国を統治してきた畠山義総が死去し、子の義続が家督を継いだ。天正19年（1550年）になると、7人の家臣が中心となって七尾城の義続を攻める七頭の乱が起きる。その大将は遊佐続光・温井総貞の両名だったという（「本成寺文書」）。翌天文20年（1551年）3月、七尾城は落城し、落髪した義続は温井総貞に「国務之儀」を命じた（『棘林志』）。これ以後、温井総貞・遊佐続光を筆頭とする七人衆（第1次畠山七人衆）が、畠山氏権力を共同で代表する体制となる。
七人衆を主導する2人のうち、遊佐続光は代々能登守護代を務めた能登遊佐氏の嫡流の出だが、庶流家との惣領交代や畠山家臣団の多様化などにより、当時の遊佐氏の地位は低下していた。一方、温井総貞の温井氏は奥能登の有力領主で、総貞は父・孝宗と共に京都の公家や禅僧と交流し、畠山氏の文芸活動に貢献していた。

### 畠山七人衆の再編
天文22年（1553年）12月、七人衆を構成する遊佐続光・伊丹続堅・平総知が反乱を起こした。温井総貞と遊佐続光の対立がその原因とされている。遊佐方は加賀一向一揆などの援軍を得たが敗れ、続光は越前に逃れ、伊丹続堅は戦死した。
遊佐続光ら3名が没落したのに伴って、新たに飯川光誠・神保総誠・三宅総堅が七人衆に加わった。また、温井総貞は嫡子の続宗と入れ替わった。
飯川光誠と神保総誠は畠山義総の頃から権力中枢での活動が見られる人物で、それ以前の七人衆の構成員と比べて当主に近い立場にあった。この2人が七人衆に加えられたのは、畠山義続が自身の影響力を高めようとした結果であると考えられる。
一方、子の続宗と交代した温井総貞は七人衆の上位者として活動を続けており、その政治的地位を上昇させていた。

### 七人衆体制の崩壊
天文24年（弘治元年、1555年）、温井総貞が畠山氏当主（義続、または子の義綱）により殺害され、遊佐続光が帰参した。七人衆が続光の帰参を認めるとは考えにくいことから、続光の帰参は義続の独断と考えられ、七人衆の影響力の低下がうかがえる。
この年の7月、父を殺された七人衆の温井続宗は加賀へと出奔し、9月には畠山晴俊を擁立して能登へと攻め込んだ。温井氏の乱は大規模なものとなり、能登の半分近くは温井方の手に落ちて、当主の義続・義綱は七尾城への籠城を余儀なくされた（弘治の内乱）。この乱の際、七人衆のうち長氏と飯川氏は当主側に付いたが、三宅氏と神保氏は温井方に付いている。
永禄元年（1558年）、温井続宗らは戦死したとみられ、内乱は小康状態となる。永禄3年（1560年）頃には温井方は能登から一掃された。これ以後、当主の畠山義綱とその奉行人を中心とした政治体制が取られることとなり、七人衆体制は終わりを迎えた。

## その後

### 永禄九年の政変と四人衆体制
永禄9年（1566年）、畠山義続・義綱父子と飯川光誠ら一部家臣が能登から追放され、義綱の子の義慶を擁した遊佐続光・長続連・八代俊盛の3人が実権を握ることになる（永禄九年の政変）。八代俊盛は間もなく没落し、遊佐続光・長続連は子に家督を譲って、元亀2年（1571年）には遊佐盛光・長綱連・平堯知・温井景隆の4人が畠山氏権力を代表する体制となっていた。川名俊はこの4人を「四人衆」と呼称し、七人衆の枠組みを引き継いだものとしている。また、子に家督を譲った遊佐続光・長続連については、四人衆を後見する立場にあったと考えられる。

### 畠山氏滅亡と重臣たちのその後
四人衆の中では、遊佐氏が越後上杉氏との、長氏が織田氏との外交を担当していた。天正4年（1576年）2月頃には遊佐続光が死去していたとみられ、その結果、長氏の影響力が増し、畠山家中で親織田派が優位になったとみられる。同年11月、織田氏と敵対した上杉氏が能登へと侵攻を開始し、翌天正5年（1577年）9月、遊佐盛光が上杉方の兵を城内に引き入れたことで七尾城は落城し、畠山氏は滅亡した（七尾城の戦い）。七尾城落城に際して、長続連・綱連父子ら長一族は討ち取られた。
七尾城代には上杉方の鰺坂長実が就くが、温井景隆とその弟の三宅長盛により追放される。天正9年（1581年）、織田方の城代・菅屋長頼が七尾城に入った後、織田信長の命で遊佐盛光は殺害され、温井景隆・三宅長盛兄弟は越後に逃れた。天正10年（1582年）に信長が本能寺の変で死去すると、景隆・長盛兄弟は能登に入って兵を挙げ、織田方の佐久間盛政らに討たれた。
また、長一族で難を逃れた続連の子・連龍は、能登を支配した前田利家の与力となった。